# Temple protestant de Dijon
Le temple protestant de Dijon est un lieu de culte situé à l'angle du boulevard de Brosses et de la rue du Temple à Dijon. La paroisse est membre à l'Église protestante unie de France.

## Histoire
En 1562, se tient à Chalon-sur-Saône le premier synode régional des Églises réformées de Bourgogne — il existe alors une Église à Dijon. Le pasteur Pierre Le Roy, envoyé par Genève, édifie des conventicules rue des Forges, dans la maison de Jean Soillot. La communauté disparaît après la révocation de l'édit de Nantes, en 1685.
En 1828, la duchesse Albertine de Broglie, fille de la baronne Germaine de Staël passe par Dijon au retour d'un voyage à Genève pour les funérailles de son frère Auguste de Staël (1790-1827). Elle rencontre alors les familles protestantes de Dijon, dont la famille Lanson, et les encourage à se constituer en communauté. Ils sont accompagnés par le pasteur Miroglio, de Besançon. Ils rédigent un acte d'association le 10 février 1828 : « Association biblique et de bienfaisance des familles protestantes résidantes de Dijon ».
Le culte protestant est autorisé à Dijon par ordonnance royale du 2 septembre 1829. Au début du XIXe siècle, les célébrations sont accueillies dans divers locaux dijonnais, dont la chapelle des Élus du palais des ducs de Bourgogne. Le 24 janvier 1830 est nommé par ordonnance royal un jeune pasteur de 23 ans, Jean-Alphonse de Frontin, rétribué par l'État dans le cadre du régime concordataire.
Après plusieurs décennies de pourparlers avec la ville, un terrain est cédé en 1894 dans le faubourg Saint-Bernard, à proximité de la place Saint-Bernard, le long du boulevard de Brosses nouvellement créé, à l'emplacement des remparts et d'une tour d'angle de l'ancien château de Dijon. Il est financé par des dons, notamment le legs de Mme Henriette Meininger (1807-1894), née à Colmar et qui avait quitté l'Alsace avec son époux officier à la suite de la guerre franco-allemande de 1870. Le temple est inauguré le 1er novembre 1898, jour de la fête de la Réformation. Il est l'œuvre de l'architecte Félix Paumier,,.
En 1904, la municipalité radicale et anticléricale menée par Henri Barabant mène une campagne de « laïcisation des rues » à Dijon. La rue bordant le temple est renommée Michel Servet.
L'église est inscrite au titre des monuments historiques français le 5 août 2020,

### Orgue
L'orgue du temple est initialement reçu en 1897 et construit par le facteur d'orgues d'origine belge Jean-Baptiste Ghys. Néanmoins, dès les années 1960, et après plusieurs rénovations provisoires, il présentait des signes de faiblesses au niveau de la partie mécanique. Il est donc remplacé en 1993 par l'orgue actuel réalisé par la manufacture d’orgues Muhleisen de Strasbourg.

## Architecture

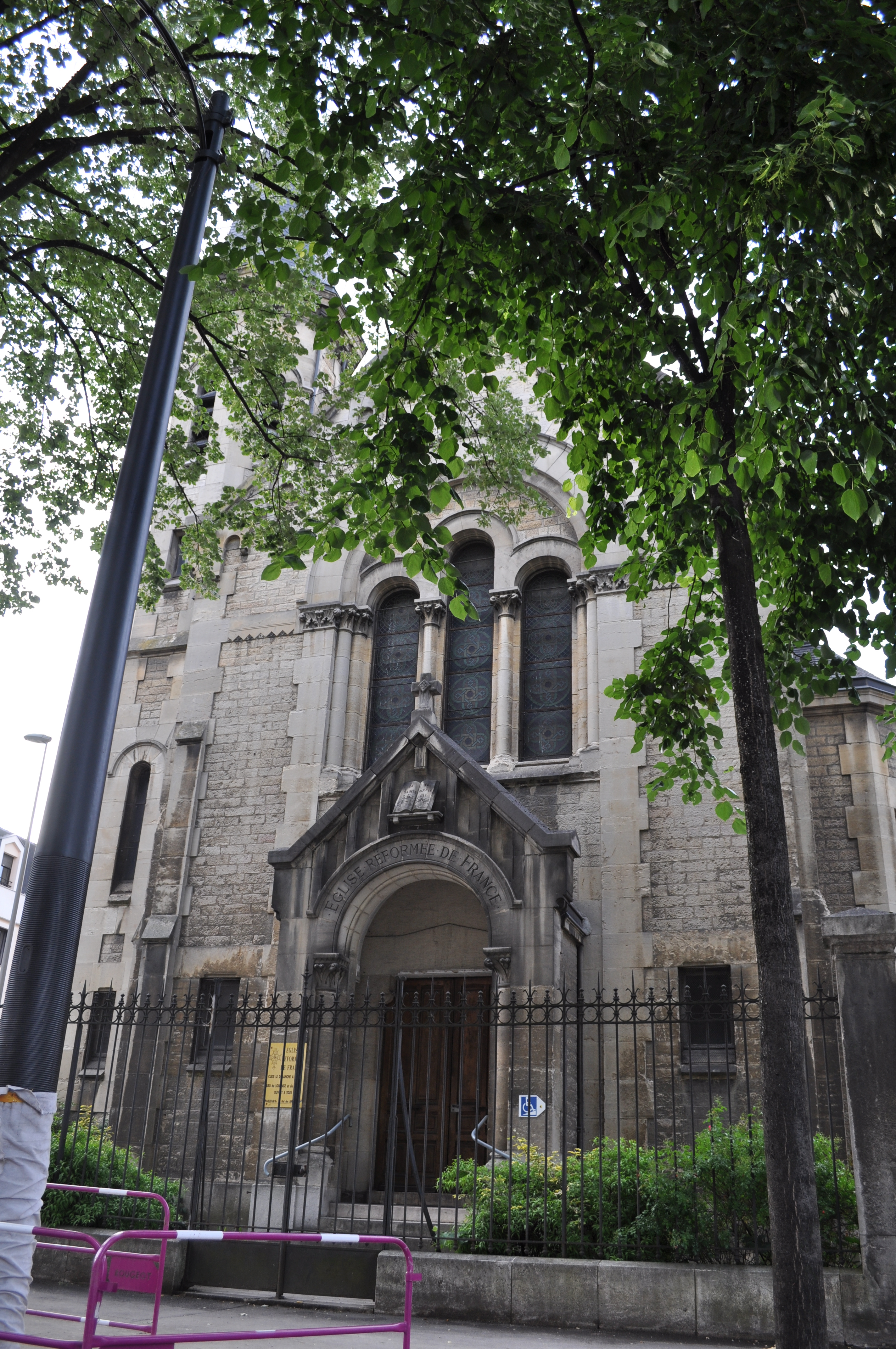
Façade du temple protestant de Dijon.

Le temple est l’œuvre de l'architecte parisien Félix Paumier qui l'édifia, entre août 1896 et décembre 1898, dans le style néoroman rhénan. Il est identique au temple protestant des Batignolles à Paris, mais son clocher est situé à gauche de l'entrée et non à droite. Dans le clocher sonne une cloche de 620 kg, baptisée Sophia, fondue à Dijon par M. A. Farnier. Sur son flanc est inscrit un verset de l'Évangile selon Luc 2, 14 : « Gloire à Dieu au plus haut des cieux ! Paix sur la terre et bienveillance envers les hommes. »
Sur le porche est gravée en lettres capitales « Église réformée de France ». Au-dessus s'ouvre une Bible en bas-relief, symbole traditionnel des temples réformés, installée en 1910. Sur la page de gauche est écrit « La sainte Bible » et sur celle de droite « La parole est vérité », citation extraite d'un verset de l'Évangile selon Jean 17, 17.
A l'intérieur, la chaire et la table de communion sont dessinés par l'architecte Félix Paumier.